# エリオット・ラモス
エリオット・レムエル・ラモス・レブロン（Heliot Lemuel Ramos Lebrón, 1999年9月7日 - ）は、プエルトリコのマウナボ出身のプロ野球選手 （外野手）。右投右打。MLBのサンフランシスコ・ジャイアンツ所属。
9歳年上の兄はプロサッカー選手のエクトル・ラモス、7歳年上の兄は2021年にMLBで初出場、2024年からKBOの斗山ベアーズに所属するプロ野球選手のヘンリー・ラモス。

## 経歴

### プロ入り前
プエルトリコのマウナボで生まれた。中等教育はグアイナボにあるリーダーシップ・クリスチャン・アカデミーに進学。ロス・ロマス・ポトロス・ベースボール・クラブに所属した。2016年にリグレー・フィールドで行われたアンダーアーマー・オールアメリカ・ベースボールゲームで最優秀選手に選出された。2017年のMLBドラフトで1巡目（全体19位）でサンフランシスコ・ジャイアンツから指名を受けた。

### プロ入りとジャイアンツ時代
2017年6月21日に契約金310万1700ドルでジャイアンツと契約を結びプロ入り。6月30日に傘下のルーキー級アリゾナリーグ・ジャイアンツでプロデビュー。このシーズンは同チームで35試合に出場し、打率.348、6本塁打、27打点、OPS1.049を記録した。
2018年開幕前に行われたMLB.comによるプロスペクトランキングで全体74位・チーム2位にランクインした。シーズンはA級オーガスタ・グリーンジャケッツに昇格。同シーズン124試合に出場し、打率.245、11本塁打、52打点、OPS.709を記録した。オフにウィンターリーグであるLBPRCのカンレヘロス・デ・サントゥルセに所属、19試合に出場した。
2019年開幕前に行われたMLB.comによるプロスペクトランキングで全体50位・チーム2位にランクインした。シーズンはA+級サンノゼ・ジャイアンツに昇格して開幕を迎えた。7月に行われたオールスターフューチャーズゲームロースターに選出。8月9日にAA級リッチモンド・フライングスクアレルズに昇格。このシーズンは2チーム合計で102試合に出場し、打率.290、16本塁打、55打点、OPS.850を記録した。オフにアリゾナ・フォールリーグのスコッツデール・スコーピオンズに所属、15試合に出場した。
2020年は新型コロナウイルスの影響でマイナーリーグが開催されなかったため、公式戦でプレーすることはなかった。
2021年はAA級リッチモンドで開幕を迎え、7月にAAA級サクラメント・リバーキャッツに昇格。この年はマイナー2球団合計で116試合に出場し、打率.254、14本塁打、56打点、15盗塁を記録した。オフの11月19日にメジャー契約を結んで40人枠入りした。
2022年4月10日にアクティブ・ロースター入りし、同日のマイアミ・マーリンズ戦でメジャー初出場を果たした。
2023年8月12日、テキサス・レンジャーズ戦でメジャー初本塁打を放った。
2024年は開幕をAAA級で迎えたが、ホルヘ・ソレアの故障者リスト入りに伴って5月8日にメジャーへ昇格した。李政厚の故障離脱後に中堅手のポジションを埋めると、前半戦では60試合で打率.298、チームトップの14本塁打、46打点の成績を記録してブレイクを果たし、自身初となるオールスターゲームに選出された。9月15日のサンディエゴ・パドレス戦では、オラクル・パークにて右打者初のスプラッシュ・ヒット（球場外の湾に飛び込む本塁打）を放った。最終的にこの年は121試合に出場して、打率.269、22本塁打、72打点、OPS.792を記録した。

## 選手としての特徴
走攻守3拍子揃った5ツールプレイヤーとしてプロ入り前から高く評価されていた。

## 詳細情報

### 年度別打撃成績
| 年 度    | 球 団    | 試 合 | 打 席 | 打 数 | 得 点 | 安 打 | 二 塁 打 | 三 塁 打 | 本 塁 打 | 塁 打 | 打 点 | 盗 塁 | 盗 塁 死 | 犠 打 | 犠 飛 | 四 球 | 敬 遠 | 死 球 | 三 振 | 併 殺 打 | 打 率 | 出 塁 率 | 長 打 率 | O P S |
| -------- | -------- | ----- | ----- | ----- | ----- | ----- | -------- | -------- | -------- | ----- | ----- | ----- | -------- | ----- | ----- | ----- | ----- | ----- | ----- | -------- | ----- | -------- | -------- | ----- |
| 2022     | SF       | 9     | 22    | 20    | 4     | 2     | 0        | 0        | 0        | 2     | 0     | 0     | 0        | 0     | 0     | 2     | 0     | 0     | 6     | 1        | .100  | .182     | .100     | .282  |
| 2023     | SF       | 25    | 60    | 56    | 5     | 10    | 4        | 0        | 1        | 17    | 2     | 0     | 0        | 0     | 0     | 4     | 0     | 0     | 20    | 1        | .179  | .233     | .304     | .537  |
| 2024     | SF       | 121   | 518   | 475   | 54    | 128   | 23       | 3        | 22       | 223   | 72    | 6     | 1        | 0     | 4     | 37    | 2     | 2     | 135   | 12       | .269  | .322     | .469     | .792  |
| MLB：3年 | MLB：3年 | 155   | 600   | 551   | 63    | 140   | 27       | 3        | 23       | 242   | 74    | 6     | 1        | 0     | 4     | 43    | 2     | 2     | 161   | 14       | .254  | .308     | .439     | .748  |

- 2024年度シーズン終了時

### 年度別守備成績
| 年 度 | 球 団 | 左翼（LF） | 左翼（LF） | 左翼（LF） | 左翼（LF） | 左翼（LF） | 左翼（LF） | 中堅（CF） | 中堅（CF） | 中堅（CF） | 中堅（CF） | 中堅（CF） | 中堅（CF） | 右翼（RF） | 右翼（RF） | 右翼（RF） | 右翼（RF） | 右翼（RF） | 右翼（RF） |
| 年 度 | 球 団 | 試 合      | 刺 殺      | 補 殺      | 失 策      | 併 殺      | 守 備 率   | 試 合      | 刺 殺      | 補 殺      | 失 策      | 併 殺      | 守 備 率   | 試 合      | 刺 殺      | 補 殺      | 失 策      | 併 殺      | 守 備 率   |
| ----- | ----- | ---------- | ---------- | ---------- | ---------- | ---------- | ---------- | ---------- | ---------- | ---------- | ---------- | ---------- | ---------- | ---------- | ---------- | ---------- | ---------- | ---------- | ---------- |
| 2022  | SF    | 3          | 0          | 0          | 0          | 0          | ----       | -          | -          | -          | -          | -          | -          | 6          | 12         | 0          | 0          | 0          | 1.000      |
| 2023  | SF    | 13         | 14         | 1          | 1          | 0          | .938       | 3          | 3          | 0          | 0          | 0          | 1.000      | 10         | 4          | 0          | 0          | 0          | 1.000      |
| 2024  | SF    | 50         | 88         | 1          | 0          | 0          | 1.000      | 60         | 127        | 1          | 1          | 0          | .992       | 8          | 10         | 2          | 0          | 0          | 1.000      |
| MLB   | MLB   | 66         | 102        | 2          | 1          | 0          | .990       | 63         | 130        | 1          | 1          | 0          | .992       | 24         | 26         | 2          | 0          | 0          | 1.000      |

- 2024年度シーズン終了時

### 記録
- MLBオールスターゲーム選出：1回（2024年）

### 背番号
- 53（2022年）
- 12（2023年 - ）